# Accademia Etrusca
Accademia Etrusca, tudi Accademia Etrusca di Cortona, je skoraj 300 let staro znanstveno društvo za raziskovanje kulture Etruščanov, ki ima sedež v Cortoni, v Italiji.
Cortona je staro mesto, ki je skupaj z Arretiumom in Perusio spadalo med Capita Etruriae populorum. Od 17. stoletja je zanimanje za starodavno zgodovino in umetniško zapuščino močno naraslo. Predvsem pa so bron in poslikane vaze zbirali v večjem številu in sčasoma sprožali veliko navdušenje za Etruščane, Etruščarji. 29. decembra 1726 se je zbralo enajst patricijev iz Cortone, med njimi Ridolfino Venuti, Bartolomeo Buoni, Niccolò Marcello Venuti, Cristoforo Capulli, Francesco Cattani, Piero Antonio Laparelli, Giorgio Baldelli in Niccolò Vagnucci, da bi ustvarili skupnost za nakup znanstvenih knjig Società per la compra di libri. Skupnost naj bi pomagala pri sistematičnem raziskovanju zgodovine mesta. Družba je bil močno razširjena z obsežno donacijo Abbate Onofrio Baldellija (* 1667 ali 1677; † 1728) 9. novembra 1727. Poleg knjig je imela Accademia v lasti starodavna umetniška dela, antični predmete, minerale, matematične inštrumente in globuse. Odslej se je ime družbe imenovalo Accademia Etrusca delle antichità ed iscrizioni, Baldelli pa je bil od tedaj dalje na seznamu članov eden od ustanovnih članov.
Leta 1728 je bil sprejet prvi statut, ki je bil podobno kot ustanovitev velikega vojvode Toskane Gian Gastona de' Medici, potrjen. Najbolj nujna naloga je bila pregled inventarja in dostop do zainteresiranih strank. Leta 1753 je bil pripravljen nov statut, ki še danes večinoma velja in ureja dostop do knjig in drugih predmetov. V skladu s statutom Accdemio vodi letno menjajoči se predsednik Lucumone. Lucumone je starodavno etruščansko uradno ime. Ker ta pogosto ni lokalni član, ga spremlja vicelucumone s sedežem v Cortoni in tajnik. Medtem ko sta bila Lucumone in Vicelucumone bolj reprezentativna oblika, tajnik vodi vsakodnevno poslovanje Accademie.
Od leta 1744 potekajo mesečni sestanki. Na podlagi Noctes Atticae ('Podstrešne noči' je v drugi polovici 2. stoletja napisal rimski pisatelj in sodnik Aulus Gellius), so jih poimenovali Noctes Corytanae oziroma Notti Coritane (Cortonske noči). Dolgo časa so bile pomemben dogodek v družbenem življenju mesta. Tudi ženskam jih je bilo dovoljeno obiskati. Cortona je bila nekaj časa središče antičnih raziskav v Italiji. Leta 1778 je mesto Cortona kupilo knjižnico Kanonikus Orazio Maccari in s tem podvojilo knjižnični inventar. Knjižnica je bila odprta za javnost s sporazumom med mestom in akademijo. Po Maccarijevi smrti, ki je bil po nakupu njegove knjižnice do smrti leta 1808 knjižničar Akademije, se je življenje v veliki meri za dolgo ustavilo, ne da bi kdaj zamrlo.
Šele ko je leta 1874 Girolamo Mancini postal knjižničar, je oživil Akademijo. Bil je knjižničar do leta 1923 in tudi Lucomone od 1889 do 1923. Pisarna se ni več menjala letno, ampak za daljša obdobja. Mancini je uspel razširiti zbirko rokopisov, ki jo je objavil leta 1884. Aldo Neppi Modona je preoblikoval in katalogiziral muzejska dela. Kot organ za izdajo publikacij je akademija prevzela že obstoječo revijo Polimnia, ki jo je leta 1933 zamenjal letopis, Annuari. Premoženje Akademije se je nenehno širilo z donacijami, kar je sčasoma privedlo do večjih prostorskih težav, ki so bile rešene leta 1944, ko je bila prevzeta palača Casali. Do danes je osrednja naloga Accademije ogled in uporaba lastne muzejske in knjižnične lastnine. Akademija zdaj upravlja Biblioteca del Comune e dell'Accademia Etrusca in Museo dell'Accademia Etrusca.
Članstvo v Akademiji je omejeno na 140 članov, od katerih jih he 40 s prebivališčem v Cortoni, 100 pa je zunanjih članov. Zdaj obstajajo tri skupine članov: Accademici Effettivi (polni člani), Accademici Onorari (častni člani) in Accademici Corrispondenti (dopisni člani). Številni znani ljudje so bili člani Akademije. Kardinal Alessandro Albani je bil leta 1735 Lucumone družbe. Philipp von Stosch je bil pogost predavatelj, Johann Joachim Winckelmann je bil sprejet 29. avgusta 1760 in imel čast  obdelati Stoschovo zbirko. Friedrich Overbeck je postal član leta 1851, Ranieri de 'Calzabigi pod imenom Liburno Drepanio, tudi Filippo Venuti, Antonio Francesco Gori, Pietro Pancrazi, Ugo Procacci, Celestino Cavedoni, Giuseppe Maria Brocchi, Giovanni Semerano, Mario Guarwhat, Charles Juste de Beauva, Charles Juste de Beauva Gaetano d'Ancora, Ottaviano Guasco, Beat Fidel Zurlauben in Ambros Josef Pfiffig. Med sedanjimi člani je tudi Stephan Steingräber, trenutno je le nekaj tujih članov. Člani, večinoma raziskovalci, pa tudi umetniki in pisatelji, naj bi pospešili raziskovanje Etruščanov. Med letoma 1735 in 1791 je izšlo devet zvezkov Saggi di dissertazioni accademiche, v katerih so sestavljena dela, ki jih člani akademije zbirajo in predstavijo v javnosti.